# Amiga

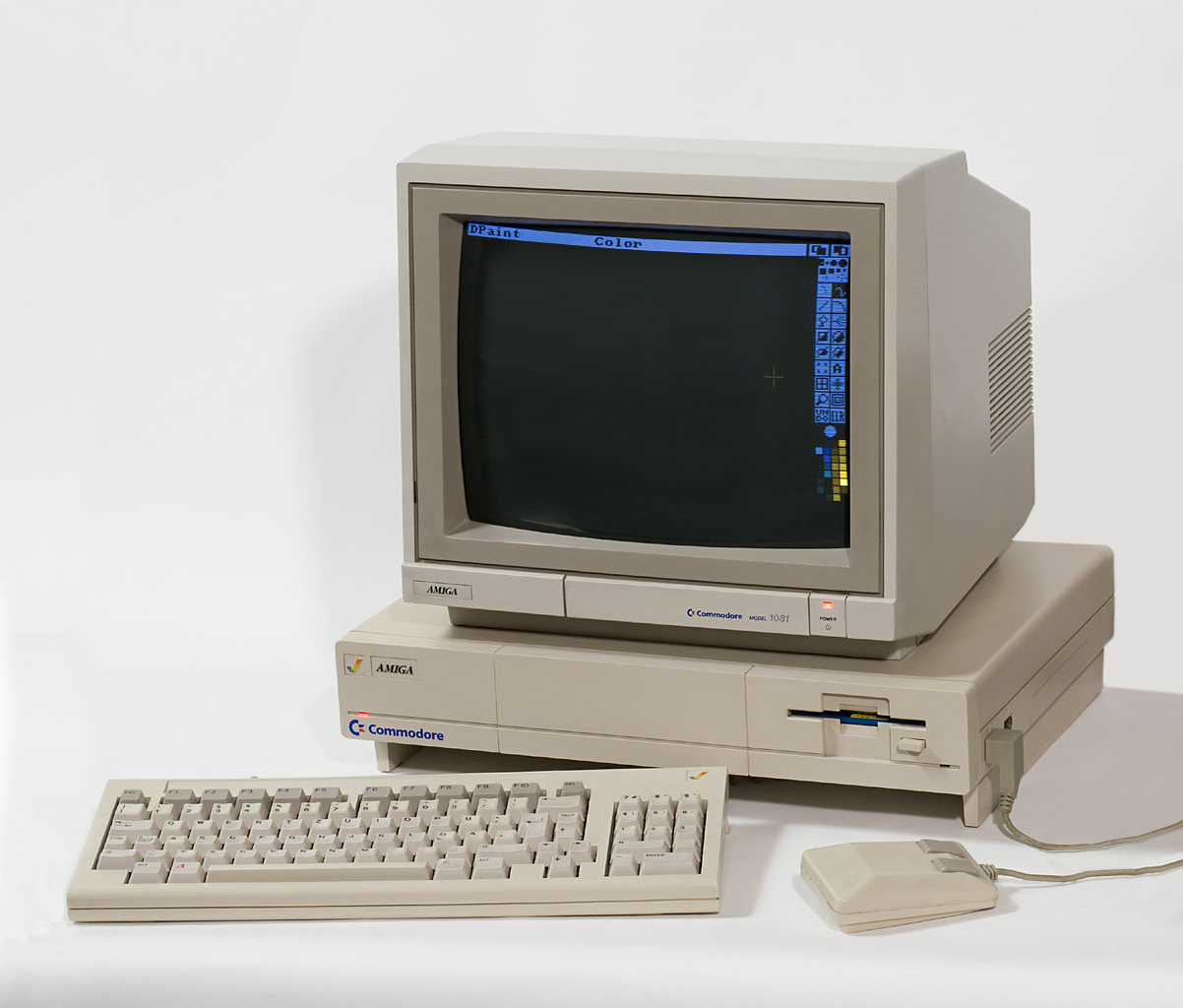
Computerul Amiga 1000 (1985) este primul din familia Amiga

Amiga este o familie de calculatoare personale vândute de Commodore în anii 1980 și 1990. Primul model a fost lansat în 1985 și a devenit popular pentru abilitățile sale grafice, audio și de multi-tasking.

## Legături externe
- Official AmigaOS website
- Famous Amiga Uses
- Amiga, Inc
- Amiga Hardware Database
- Big Book of Amiga Hardware Arhivat în 18 iulie 2011, la Wayback Machine.
- Amiga Lorraine: finally, the next generation Atari?
- On the Edge: The Spectacular Rise and Fall of Commodore
- The Amiga Guru Book by Ralph Babel Arhivat în 5 ianuarie 2000, la Wayback Machine.
- Amiga.org: community forums and support Arhivat în 10 aprilie 2010, la Wayback Machine.
- FC-Jungle Memories: Amiga Mods in MP3, author's cut
- Amiga Crackintro and Trainer Database
- Lemon Amiga: interactive Amiga games database